# Kahanova komise

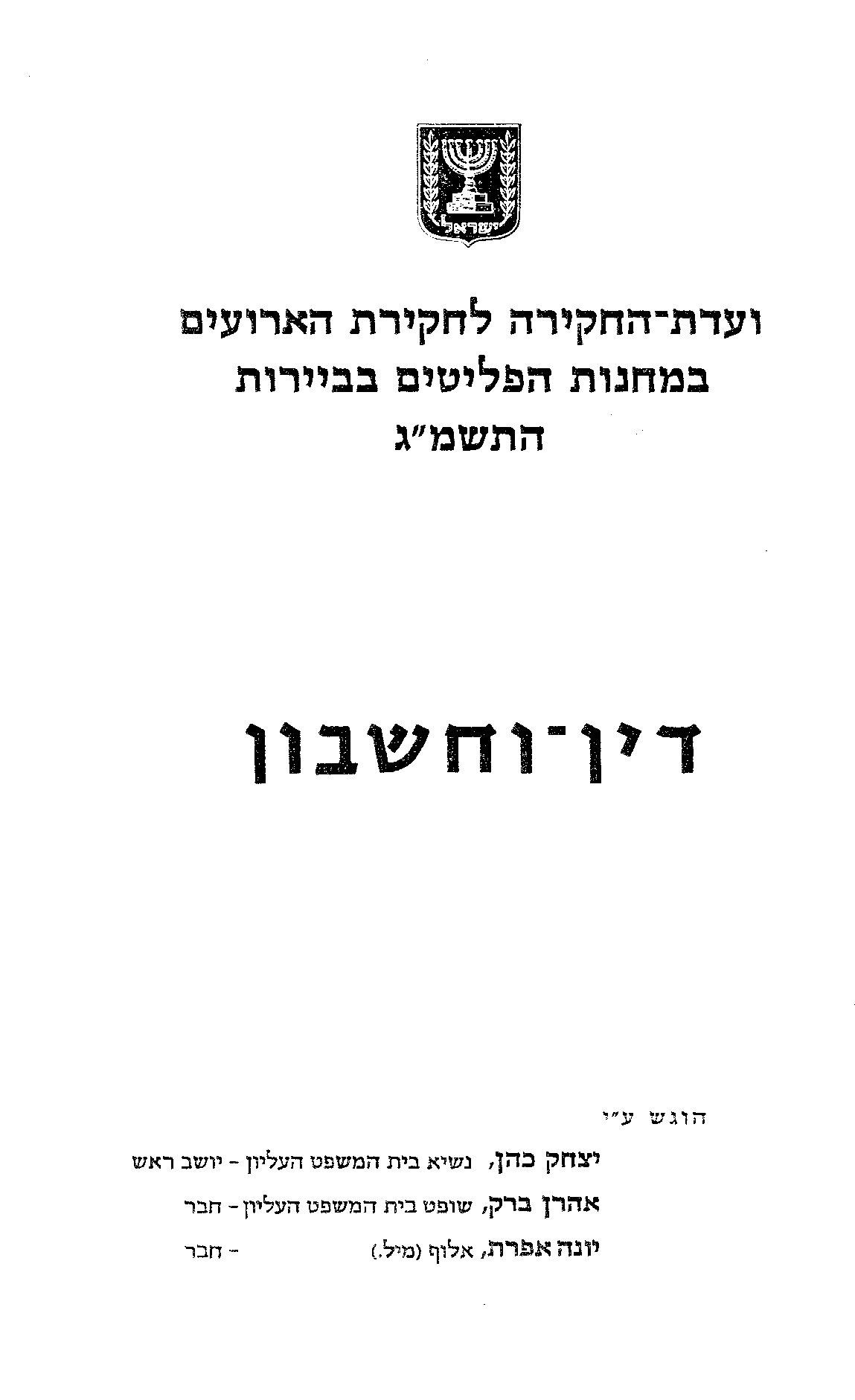
Titulní strana zprávy Kahanovy komise

Kahanova komise (hebrejsky: ועדת כהן), formálně známá jako Vyšetřovací komise událostí v uprchlických táborech v Bejrútu, byla komise ustavená izraelskou vládou dne 28. září 1982 k prošetření masakru v Sabře a Šatíle, který se odehrál ve dnech 16. až 18. září téhož roku během první libanonské války. Nese jméno po svém předsedovi, kterým byl předseda Nejvyššího soudu Jicchak Kahan. Dalšími členy komise byli soudce Nejvyššího soudu Aharon Barak a generálmajor v záloze Jona Efrat. Cílem komise bylo prošetřit „všechna fakta a faktory související s krutostmi provedenými jednotkou libanonské armády proti civilnímu obyvatelstvu v táborech Sabra a Šatíla.“ Ustanovení komise bylo důsledkem statisícových mírových protivládních demonstrací, ale i nátlaku izraelského prezidenta Jicchaka Navona, který požadoval „důkladné a nestranné právní vyšetřování“ a v případě jejího neustavení pohrozil rezignací.

## Závěry a reakce
Po důkladném čtyřměsíčním vyšetřováním zveřejnila komise 8. února 1983 svou zprávu. Při svém vyšetřování dospěla k závěru, že přímou odpovědnost nesou falangisté vedení Fadi Fremem, a že „ze strany izraelských elementů neexistoval úmysl poškodit nebojující obyvatele v táborech.“
Ministr obrany Ariel Šaron byl podle závěrů komise shledán odpovědným „za přehlížení nebezpečí aktů pomsty a krveprolití ze strany falangistů proti obyvatelům v uprchlických táborech,“ a za to že „nepodnikl příslušná opatření, aby zabránil nebo omezil toto nebezpečí.“ Šaronova nedbalost v ochraně civilního obyvatelstva Bejrútu, který se dostal pod izraelskou kontrolu představovala nesplnění povinnosti, kterou byl jako ministr obrany pověřen, a bylo mu doporučeno, aby vyvodil osobní závěry za „nepřímou zodpovědnost“ za masakry. Kdyby tak neučili doporučila závěrečná zpráva premiéru Menachemu Beginovi, aby „využil svého postavení k tomu, že přiměje ministra obrany k odstoupení.“
Šaron nicméně rezignovat nehodlal a Begin se proti jeho propuštění postavil. To vedlo k opětovným demonstracím, které volaly nejen po odstoupení Šarona, ale i po odstoupení premiéra a ministra zahraničních věcí Jicchaka Šamira. Na jednu z demonstrací zaútočil neznámý radikál, když do davu vhodil ruční granát, na následky jehož výbuchu zemřel záložní bojový důstojník a mírový aktivista Emil Grunzweig a dalších šest osob, včetně Avrahama Burga, syna ministra vnitra Josefa Burga, bylo zraněno. Po týdnu demonstrací byla oznámena Šaronova rezignace na post ministra obrany; Šaron však ve vládě setrval jako ministr bez portfeje.
Komise ve své zprávě kritizovala náčelníka vojenské rozvědky Aman generála Jehošuu Saguie za to, že „zavíral oči a ucpával si uši před tím, co se jasně dělo uvnitř Sabry a Šatíly“ a doporučila jeho odvolání. V případě náčelníka Generálního štábu generála Rafaela Ejtana komise dospěla k závěru, že měl předvídat pomstu za smrt Bašíra Džamaila a „jeho neschopnost zabránit této hrozbě označila za porušení služebních povinností.“ V důsledku blížícího se konce jeho funkčního období však odvolání nedoporučila. Doporučila též zbavení velitelských funkcí po dobu tří let generála Amose Jarona, který byl velitelem izraelských vojsk v Bejrútu, a vyzvala k demisi velitele severního velitelství generála Ami Droriho.
V důsledku masakru klesla vážnost a úcta Izraele na minimum, a to přesto, že jej nezpůsobila izraelská armáda. Naopak vyšetřování Kahanovy komise a potrestání vysoce postavených osob bylo hodnoceno kladně.